# Lego The Lego Batman Movie
Lego The Lego Batman Movie est une gamme du jeu de construction Lego commercialisée de 2017 à 2018 à l'occasion de la sortie du film de Chris McKay Lego Batman, le film (The Lego Batman Movie).

## Sets

### sous Minifigures
| Nom original                 | Nom français               | No de référence | Date de sortie | Nbr de pièces | Figurines |
| ---------------------------- | -------------------------- | --------------- | -------------- | ------------- | --- |
| The Lego Batman Movie Series | Série Lego Batman, le film | 71017           | janvier 2017   | 145           | 6 Batman (rockeur, chemise de nuit, homme préhistorique, style Wolverine, en tutu et en vacances), Le Joker, Dick Grayson, L'Effaceur, Le Maître Zodiac, le Roi Tut, Batgirl, Barbara Gordon, commissaire Gordon, Red Hood, le Mime, Orca, la Calculette, March Harriet |

### sous BrickHeadz
| Nom original | Nom français | No de référence | Date de sortie | Nbr de pièces | Figurines |
| ------------ | ------------ | --------------- | -------------- | ------------- | --------- |
| Batman       | Batman       | 41585           | 1er mars 2017  | 91            | Batman    |
| Batgirl      | Batgirl      | 41586           | 1er mars 2017  | 99            | Batgirl   |
| Robin        | Robin        | 41587           | 1er mars 2017  | 101           | Robin     |
| The Joker    | Le Joker     | 41588           | 1er mars 2017  | 151           | Le Joker  |

### sousDimensions
| Nom original                     | Nom français                        | No de référence | Date de sortie | Nbr de pièces | Contenu                              |
| -------------------------------- | ----------------------------------- | --------------- | -------------- | ------------- | ------------------------------------ |
| The Lego Batman Movie Story Pack | Pack Histoire The Lego Batman Movie | 71264           | février 2017   | 156           | Batgirl, Robin, Batwins, Batcomputer |
| The Lego Batman Movie Fun Pack   | Pack Héros Excalibur Batman         | 71344           | 2017           | 57            | Excalibur Batman, Monture bionique   |

### sous The Lego Batman Movie
| Nom original                 | Nom français                           | No de référence | Date de sortie   | Nbr de pièces | Figurines |
| ---------------------------- | -------------------------------------- | --------------- | ---------------- | ------------- | --- |
| The Joker balloon escape     | L'évasion en ballon du Joker           | 70900           | 1er janvier 2017 | 124           | Batman, Le Joker |
| Mr Freeze ice attack         | L'attaque glacée de Mr Freeze          | 70901           | 1er janvier 2017 | 201           | Batman, Mr Freeze, 2 Gardiens de sécurité |
| Catwoman catocycle chase     | La poursuite en catmoto de Catwoman    | 70902           | 1er janvier 2017 | 139           | Batgirl, Catwoman, Robin |
| The Riddler riddle racer     | Le bolide de l'Homme-mystère           | 70903           | 1er janvier 2017 | 254           | Batman, Magpie, Homme-mystère, Calendar Man, Kite Man |
| Clayface splat attack        | L'attaque de Gueule d'argile           | 70904           | 1er janvier 2017 | 448           | Batman, Gueule d'argile, Maire McCaskill |
| The Batmobile                | La Batmobile                           | 70905           | 1er janvier 2017 | 581           | Batman, Robin, Man-Bat, jumelles Kabuki |
| The Joker notorious lowrider | La décapotable du Joker                | 70906           | 1er janvier 2017 | 433           | Batgirl, Le Joker, Harley Quinn, Poule |
| Killer Croc tail-gaton       | Le tout-terrain de Killer Croc         | 70907           | 1er janvier 2017 | 460           | Batman, Killer Croc, Zebra-Man, Taranbula, Grenouille |
| The Scuttler                 | La Batbooster                          | 70908           | 1er janvier 2017 | 775           | Batman, Dick Grayson, Barbara Gordon, commissaire Gordon, Le Joker, Poisson Ivy                                                                            |
| Batcave break-in             | Le cambriolage de la Batcave           | 70909           | 1er janvier 2017 | 1 047         | Batman, Bruce Wayne, Alfred Pennyworth, Le Pingouin, 2 Complices du Pingouin                                                                               |
| Scarecrow special delivery   | La livraison spéciale de l'Épouvantail | 70910           | 1er janvier 2017 | 204           | Batman, Épouvantail, Gardien de sécurité |
| The Pinguin artic roller     | La limo arctique du Pingouin           | 70911           | 1er janvier 2017 | 305           | Batman, Le Pingouin, 2 Poissons |
| Arkham Asylum                | L'asile d'Arkham                       | 70912           | 1er janvier 2017 | 1 628         | Batman, Robin, Aaron Clash, Barbara Gordon, Le Joker, Homme-mystère, Catwoman, Double-Face, Poisson Ivy, Dr Harleen Quinzel, 2 Officiers de police, Statue |
| Scarecrow fearfull face-off  | NC                                     | 70913           | 2017             | 141           | Batman, L'Épouvantail |
| Bane's toxic truck attack    | NC                                     | 70914           | 2017             | 366           | Batman, Bane, Mutant leader |
| Two-Face double demolition   | NC                                     | 70915           | 2017             | 564           | Batman, Double-Face, 2 Officiers de police |
| The Batwing                  | NC                                     | 70916           | 2017             | 1 053         | Batman, Robin, Harley Quinn |
| The Ultimate Batmobile       | NC                                     | 70917           | 2017             | 1 456         | Batman, Robin, Batgirl, Alfred Pennyworth, Polka-Dot Man, Méchante Sorcière de l'Ouest, 2 Singes volants                                                   |

| Nom original                        | Nom français                                   | No de référence | Date de sortie                                                                     | Nbr de pièces | Figurines ou contenu                     |
| ----------------------------------- | ---------------------------------------------- | --------------- | ---------------------------------------------------------------------------------- | ------------- | ---------------------------------------- |
| The mini Batmobile                  | La mini Batmobile                              | 30521           | Du 6 au 20 février 2017 à la Fnac                                                  | 68            | Mini-Batmobile                           |
| Batman in the Phantom Zone          | NC                                             | 30522           | Du 1er février au 5 mars 2017 à Cultura                                            | 59            | Batman                                   |
| The Joker battle training           | NC                                             | 30523           | Du 8 février au 4 mars 2017 à JouéClub                                             | 49            | Le Joker, Chauve-souris                  |
| The mini Batwing                    | Le mini Batwing                                | 30524           | Du 27 décembre 2016 au 15 janvier 2017 sur Lego Shop et dans les Lego Store Canada | 80            | Mini-Batwing                             |
| Disco Batman Tears of Batman        | Batman en tenue disco Batman en tenue de cloxn | 30607           | Du 6 au 26 février 2017 sur Lego Shop et dans les Lego Store                       | 13            | 2 Batman (en tenue de disco et en clown) |
| Batgirl                             | Batgirl                                        | 30612           | 2017                                                                               | 9             | Batgirl                                  |
| Kisss Kiss Tuxedo Batman            | NC                                             | 5004928         | 2017                                                                               | 1             | Porte-clés Batman                        |
| Robin Posters                       | Affiche Robin                                  | 5005346         | Du 20 au 26 février 2017                                                           | 1             | Affiche représentant Robin               |
| Batgirl Posters                     | Affiche Batgirl                                | 5005347         | Du 13 au 19 février 2017                                                           | 1             | Affiche représentant Batgirl             |
| Batman Posters                      | Affiche Batman                                 | 5005348         | Du 6 au 12 février 2017                                                            | 1             | Affiche représentant Batman              |
| Harley Quinn Posters                | Affiche Harley Quinn                           | 5005349         | Du 1er au 2 février 2017                                                           | 1             | Affiche représentant Harley Quinn        |
| The Lego Batman Movie Accessory Set | Ensemble d'accessoires Lego Batman, le film    | 853651          | 2017                                                                               | 21            | Chef O'Hara, 2 Officiers de police       |
| Batman Key Chain                    | Porte-clés Batman                              | 853632          | 2017                                                                               | 1             | Batman                                   |
| Joker Key Chain                     | Porte-clés Joker                               | 853633          | 2017                                                                               | 1             | Le Joker                                 |
| Robin Key Chain                     | Porte-clés Robin                               | 853634          | 2017                                                                               | 1             | Robin                                    |
| Catwoman Key Chain                  | Porte-clés Catwoman                            | 853635          | 2017                                                                               | 1             | Catwoman                                 |
| Harley Quinn Key Chain              | Porte-clés Harley Quinn                        | 853635          | 2017                                                                               | 1             | Harley Quinn                             |
| Batman Up scaled Mug                | Grande tasse Batman                            | 853637          | 2017                                                                               | 1             | Tasse noire en plastique                 |
| Minifigure Display Frame            |                                                | 853638          | 2017                                                                               |               | Plateforme pour minifigs                 |
| Batman Tumbler                      |                                                | 853639          | 2017                                                                               | 1             | Gobelet en plastique                     |
| Batman 2x2 Lunch Box                | Boîte-repas 2x2 Batman                         | 853640          | 2017                                                                               | 2             | Boîte de rangement de goûter             |
| Batman Mask                         | Masque Batman                                  | 853642          | 2017                                                                               | 1             | Masque de Batman                         |
| Joker Mask                          | Masque Joker                                   | 853644          | 2017                                                                               | 1             | Masque du Joker                          |
| Batgirl Mask                        | Masque Batgirl                                 | 853645          | 2017                                                                               | 1             | Masque de Batgirl                        |
| Harley Quinn Hammer                 | Marteau Harley Quinn                           | 853646          | 2017                                                                               | 1             | Accessoire de déguisement d'Harley Quinn |
| Batarang Batman                     | Batarang Batman                                | 853647          | 2017                                                                               | 1             | Accessoire de déguisement de Batman      |